# Milli (vattendrag i Armenien)
Milli är ett vattendrag i Armenien. Det ligger i den centrala delen av landet, 21 kilometer öster om huvudstaden Jerevan.
Trakten runt Milli består i huvudsak av gräsmarker. Runt Milli är det ganska tätbefolkat, med 155 invånare per kvadratkilometer.